# U.S. Express
De U.S. Express was een professioneel worsteltag-team dat bekend was van hun tijd bij de World Wrestling Federation (WWF), van 1984 tot 1986. De leden van dit team waren Barry Windham en Mike Rotunda. Tijdens de periode bij de WWF, won dit team twee keer het WWF World Tag Team Championship.

## Prestaties
- World Wrestling Federation
  - WWF World Tag Team Championship (3 keer)

- NWA Florida Championship Wrestling
  - NWA United States Tag Team Championship (3 keer)